# 정복 (전한)
정복(丁復, ? ~ 기원전 183년)은 초한전쟁기 ~ 전한 초기의 군인이다. 전한 건국 후 개국공신 서열 17위로 양도후(陽都侯)에 봉해졌다.

## 생애
본래 월나라 사람으로, 설(薛)에서 거병하여 패상(霸上)에 이르렀고, 누번(樓煩)의 부장이 되어 한나라에 들어갔다. 삼진(三秦)을 평정하고 적왕(翟王) 동예를 항복시켰고, 여택의 휘하에 들어가 팽성에서 용저를 죽이고 대사마가 되었다. 이후 섭(葉)에서 항우의 군세를 무찌르고 장군이 되었고, 공로를 인정받아 열후에 봉해지고 식읍 7,800호를 받았다.
고후 5년(기원전 183년)에 죽으니 시호를 경(敬)이라 하였고, 아들 정녕이 작위를 이었다.

## 출전
- 사마천, 《사기》 권18 고조공신후자연표
- 반고, 《한서》 권16 고혜고후문공신표